# Clara Alonso
Pour les articles homonymes, voir Alonso.
 (juillet 2018).
Si vous disposez d'ouvrages ou d'articles de référence ou si vous connaissez des sites web de qualité traitant du thème abordé ici, merci de compléter l'article en donnant les références utiles à sa vérifiabilité et en les liant à la section « Notes et références ».
 (mai 2016).
Le contenu est difficilement compréhensible vu les erreurs de traduction, qui sont peut-être dues à l'utilisation d'un logiciel de traduction automatique.
María Clara Alonso, plus connue sous le nom de Clara Alonso, est une actrice, danseuse, chanteuse et animatrice de télévision argentine née le 2 février 1990 à Rosario. 
Elle est surtout connue pour avoir joué le rôle d'Angie dans la série Violetta diffusée sur Disney Channel.

## Premières années
Alonso a deux jeunes frères, Augustin et Ignacio. Depuis son plus jeune âge, elle pratique la gymnastique, la natation, la danse, le théâtre, la comédie musicale et le chant, dans un chœur. Elle étudie à l'Institut Immaculée Castelar, et parallèlement dans une école de comédie musicale appelée Broadway Street où elle joue dans différentes pièces telles que Alice in Wonderland (Alice au pays des merveilles) au théâtre Astral.

## Carrière
En 2007, Clara est l'une des vingt personnes sélectionnées pour participer à l'émission de téléréalité High School Musical. Elle a participé à la sélection, qui a été diffusée sur la chaîne Canal 13 en Argentine et Disney Channel. Elle a été éliminée au bout de la dixième semaine. Cependant, elle fut appelée à faire partie de la tournée de l'émission où elle a donné des concerts dans une grande partie du pays. Elle a notamment joué "Clari", l'une des sharpettes dans la version Argentine de High School Musical. Par conséquent, Clara Alonso a attiré l'attention des producteurs de Zapping Zone de Walt Disney Pictures. Pendant la visite de la ville de La Rioja, elle a été appelée à diriger le programme avec Dani Martins et Carolina Ibarra. En 2007, Clara Alonso devient présentatrice de Zapping Zone.
À partir de 2008, elle devient la présentatrice principale aux côtés de Dani Martins. Le programme rencontre son succès et a été diffusé dans d'autres pays d'Amérique latine, au Pérou, en Uruguay, au Venezuela, en Colombie, au Paraguay, en Bolivie, en Équateur et au Chili. En date du 20 octobre 2008, Walter Bruno et Valeria Baroni ont également intégré le programme. En 2010, les deux versions latines du programme ont fusionné et à partir de cette date Roger Gonzalez, Paulina Holguin, Vanessa Andreu et Miguel Gonzalez ont eux aussi rejoints le programme.
"Clari" a participé aux Jeux de Disney Channel qui ont eu lieu du 27 avril au 2 mai 2008 en Amérique latine, et diffusés du 5 septembre au 3 octobre 2008. Elle faisait partie de l'équipe verte, appelée "Cyclones" avec des stars internationales de Disney : Ambra Lo Faro, Jason Dolley, Jennifer Stone, Chelsea Staub, Joe Jonas, Brad Kavanagh, Dylan Sprouse et David Henrie. Ce dernier était capitaine de l'équipe. L'équipe a terminé troisième avec 55 points. 
Le 21 octobre 2008 a été annoncé dans le Zapping Zone qu'elle allait sortir sa première chanson "A mi alrededor" avec la collaboration de Sophie Oliver Sanchez. Le clip de cette chanson est la première chose qu'elle fait seule au sein de Walt Disney Records. Plusieurs vidéos backstage avaient été diffusées sur la chaîne. Le clip est sorti quelques semaines plus tard. Le vendredi 12 août 2011, Clara quitte la troupe de Zapping Zone.
Highway: Rodando la Aventura  a été le premier Disney Channel série originale Amérique latine intégralement enregistré en Amérique latine. Il est la quatrième production originale de Disney Channel Amérique latine. Clara jouait une perfectionniste, femme obsédée par la propreté et l'ordre.
En 2010, elle participe au doublage espagnol de la série animée "La fée clochette", qui est une animation Disney Channel Original Series, créé par Noah Z. Jones. Elle a également joué en tant que guest star dans d'autres séries de Disney.
En 2012, elle décroche le rôle d'Angie dans Violetta, une série télévisée destinée aux pré-ados et adolescents, diffusée à la télévision jusqu'en 2015 sur Disney Channel, avec trois saisons. La série est une co-production de Disney Channel Amérique latine, Disney Channel Europe, Disney Channel Moyen-Orient, Disney Channel Afrique et Disney Channel Pologne.
Pendant le mois de novembre 2013, Clara se rend à Madrid avec Rodrigo Pedreira pour enregistrer la chanson finale du gala Violetta pour Disney Channel Espagne : Tu sueño, tu musica ("Ton rêve, ta musique"). Lorsque Clara jouait le personnage d'Angie, dans la série Violetta, elle était chargée d'encourager les candidats de l'émission avant leurs prestations.
Au cours du mois d'avril 2014, Clara se rend à Milan pour enregistrer la nouvelle série de Disney la mettant en vedette : Angie e le ricette di Violetta (Angie et les recettes de Violetta) . Enregistrée à l'origine en espagnol et traduite en italien, la série sera diffusée sur Disney Channel Italie et plus tard dans d'autres parties du monde. La série est créée sur Disney Channel Italie le 9 juin 2014.
Clara a joué le rôle de Sandra dans Groupie, une pièce de théâtre créée par Victoria Carambat. Elle raconte l'histoire de Mecha et Lucia Donatti qui se lancent dans une nouvelle aventure avec leur voisine Sandra, dont la plus grande passion est la musique des Beatles.
Clara est allée en Italie pour participer à la troisième saison de Notti sul ghiaccio ("Nuits sur la glace"),organisée par Milly Carlucci, diffusée sur RAI 1. Le programme a débuté le 21 février 2015 et a pris fin le 21 mars 2015. Pour cette émission, elle était en binôme avec le patineur professionnel italien Marco Garavaglia. Elle a été formée à Buenos Aires par Céleste Montanari, une spécialiste de cette compétence.
Clara a notamment participé à la web-série italienne "Lontana da me" ("Loin de moi"). Cette web-série était sous la direction de Claudio Di Biagio. Elle est disponible sur Ray.rai.it.
En 2015, elle participe au film Tini : La Nouvelle Vie de Violetta diffusé le 4 mai 2016 en France.

## Discographie
Elle a interprété plusieurs chansons de la série Violetta, notamment dans la 2e saison.
- Tienes todo
- Habla si puedes
- En mi mundo  (avec Diego Ramos et Martina Stoessel)
- Veo veo  (avec plusieurs acteurs de la troupe de Violetta, notamment Lodovica Comello et Candelaria Molfese)
- Verte de lejos
- Podemos
- Algo se enciende  (seule et avec la troupe de Violetta)

Elle a aussi interprété des chansons hors de son métier d'actrice :
- Secretos
- A mi alrededor

## Filmographie

### Cinéma
- 2016 : Tini : La Nouvelle Vie de Violetta : Angeles « Angie » Castillo
- 2016: Piuma : Pilar

### Télévision
| Année       | Titre                                        | Personnage/Rôle            | Chaîne                                  |
| ----------- | -------------------------------------------- | -------------------------- | --------------------------------------- |
| 2007        | High School Musical: La Selección            |                            | El trece / Disney Channel Latin America |
| 2007 - 2011 | Zapping Zone                                 |                            | Disney Channel Latin America            |
| 2008        | Disney Channel Games 2008                    |                            | Disney Channel                          |
| 2010        | Highway : Rodando la aventura                | Clari                      | Disney Channel Latin America            |
| 2010 - 2012 | Pecezuelos                                   | Bea Pez Dorado Bitz (voix) | Disney Channel Latin America            |
| 2011        | Cuando toca la campana                       | Olga Jennifer González     | Disney Channel Latin America            |
| 2012        | Peter Punk                                   | Piraña (Yamila)            | Disney XD Amérique latine               |
| 2012 - 2015 | Violetta                                     | Angeles « Angie » Saramego | Disney Channel Latin America            |
| 2014 - 2015 | Angie et les recettes de Violetta            | Angeles « Angie » Saramego | Disney Channel Latin America            |
| 2015        | Notti Sul Ghiaccio [ Patine Avec les stars ] |                            | Rai 1                                   |
| 2016        | Dance Dance Dance                            |                            | Fox Life Italie                         |

### Théâtre
| Année | Production | Personnage/Rôle | Note             |
| ----- | ---------- | --------------- | ---------------- |
| 2014  | Groupie    | Sandra          | Comédie Musicale |